# Vranski priorat
Vranski priorat (lat. Prioratus Auranae, mađarski Vránai perjelség) je bilo područje pod upravom vitezova templara i ivanovaca na području Hrvatske i Ugarske.

## Osnovni podatci
Središte im se je nalazilo u Vrani, a uživali su posebnu naklonost ugarskih kraljeva Emerika i Andrije II., koji su im poklonili goleme posjede. Osim Vrane, u Primorju su držali Senj (do 1269.). 
U unutrašnjosti su na početku XIII. stoljeća posjedovali vlastelinstva Božjakovinu (drugi naziv za templare - božjaci), Glogovnicu, dio Gorske županije u Pokuplju, a u istočnoj Slavoniji Lješnicu, Rasašku i Našice. U kompleks prioratskih posjeda kasnije su uključena vlastelinstva Pakrac, Trnava, Čaklovec i Bijela. Kao naknadu za izgubljeni Senj, templari su 1269. dobili Dubicu i cijelu Dubičku županiju. Nakon ukinuća templarskog reda 1312. godine sve posjede, uključujući i Vranu preuzeli su ivanovci.
Na vrhuncu moći je ovaj priorat posjedovao po Dalmaciji, Bosni, Slavoniji i Međimurju oko 40 vlastelinstava, samostana i gradova.
U svojoj raspravi „Priorat vranski sa vitezi templari i hospitalci sv. Ivana u Hrvatskoj“, Ivan Kukuljević Sakcinski pozabavio se 25. veljače 1885. s ova dva viteška reda u Hrvatskoj. To je bio uvod u niz daljnjih istraživanja templara i ivanovaca u Vranskom prioratu. O ovoj temi je pisao i Ivan Tomko Mrnavić u svom drugom djelu, „Discorso del Priorato della Wrana“, napisanom 1609., a objavljenom u redakciji Luke Jelića tek 1906. godine.

## Vranski priori
- Petar Cornuti (1335.–1348.)
- Monialis (1347.–1348.)
- Baudon Cornuti (1349. – 1374.)
- Arnold (1367.)
- Ivan od Riparia (1374.)
- Raimond Bellmonte (1374.–1381.)
- Ivan Paližna (1379.–1383.)
- Dominus Petrus (1381.)
- Raimond Bellmonte (1384.)
- Ivan od Hedervara (1385.)
- Ranforsatus od Castellana (1385.)
- Gerard Cornuti (1386.)
- Ivan Paližna (1386./87.–1391.)
- Albert od Lučenca (1387.–1388.)[5]

### Članci
- Borić, Lucian. 2020. Korekcija kronologije vranskih priora (1333. – 1391.). Kroatologija. Sveučilište u Zagrebu – Fakultet hrvatskih studija. Zagreb. 11 (2): 9–27

## Vanjske poveznice
- Istraživački rad HAZU-a  Arhivirana inačica izvorne stranice od 8. veljače 2009. (Wayback Machine)